# Chimarra africana
Chimarra africana är en nattsländeart som beskrevs av Günther Enderlein 1929. Chimarra africana ingår i släktet Chimarra och familjen stengömmenattsländor. Inga underarter finns listade i Catalogue of Life.